# Brownleea recurvata
Brownleea recurvata es una especie de orquídea de hábitos terrestres que está estrechamente relacionado con Disa. Esta especie es originaria de Sudáfrica, donde habita en zonas elevadas, con  lluvias de verano, especialmente en las laderas de las montañas.

## Descripción
Son orquídeas que tienen un tamaño pequeño a mediano, que prefiere el clima fresco al  frío. Tiene hábitos terrestres y crecen con  2 a 3 [5] hojas, estrechamente lanceoladas. Florece en el verano hasta principios de otoño sobre una inflorescencia erecta, cilíndrica, con 20 a 60  flores.

## Distribución y hábitat
Se encuentra en Camerún, Zaire, Kenia, Tanzania, Malaui, Mozambique, Zambia, Zimbabue, Provincia del Cabo, Natal, Suazilandia, Transvaal y Madagascar en los pastizales a pleno sol en altitudes de hasta los 2500 metros.

## Taxonomía
Brownleea recurvata fue descrita por Otto Wilhelm Sonder  y publicado en Linnaea 19: 107. 1847.
Etimología
Brownleea fue descrito en 1842 por William Henry Harvey, que eligió este nombre en honor del reverendo John Brownlee , que le enviaba las plantas.
recurvata: epíteto latino de la palabra recurvatus = "doblemente curvada".
Sinonimia
- Brownleea natalensis Rolfe
- Disa recurvata (Sond.) Rchb.f.	[7][4]